# ريتشل أوين
ريتشل أوين (بالإنجليزية: Rachel Owen)‏ هي محاضرة ومصورة بريطانية، ولدت في 30 نوفمبر 1968 في كارديف في المملكة المتحدة، وتوفيت في 18 ديسمبر 2016 بسبب سرطان.

## وصلات خارجية
- ريتشل أوين على موقع ميوزك برينز (الإنجليزية)